# زلزال سولاوسي 2021
زلزال سولاوسي 2021 هو زلزال ضرب مجلس ماجيني في جزيرة سولاوسي الإندونيسية يوم 15 يناير الساعة 02:28 بالتوقيت المحلي، بلغت قوته 6.2 درجة، وشعر الناس به في أماكن بعيدة مثل ماكاسار، عاصمة سولاوسي الجنوبية، وبالو في سولاوسي الوسطى، كما ورد أن العديد من المباني دمرت في المدن المجاورة، قُتل ما لا يقل عن 105 أشخاص وأصيب أكثر من 3300 آخرين، وسبقه هزة أرضية بلغت قوتها 5.7 قبل ساعات قليلة.

## الإعداد التكتوني
تقع سولاوسي داخل منطقة التفاعل المعقدة بين الصفائح التكتونية في أستراليا والمحيط الهادئ والفلبين وصفائح سوندا حيث تطورت العديد من الصفائح الصغيرة. الهيكل النشط الرئيسي على الشاطئ في الجزء الغربي من سولاوسي الوسطى هو فالق الجانب الأيسر NNW-SSE Palu-Koro الذي يشكل الحدود بين كتلتي شمال سولا وماكاسار. ويقدر معدل الانزلاق على طول هذا الصدع في حدود 30-40 مم في السنة. في بالو، هناك العديد من خيوط الصدع المتوازية التي تحدد هوامش الحوض المنفصل، كل منها يأخذ جزءًا من الانزلاق الكلي. نُسبت العديد من الزلازل الكبرى إلى الحركة على هذا الصدع منذ عام 1900 واستنتج ثلاثة أحداث أكبر في آخر عام 2000 من دراسات منطقة الصدع. في عام 2017 أدركت دراسة أن هذا الهامش يمثل أكبر خطر زلزالي في شرق إندونيسيا.

## الخسائر
في أعقاب الزلزال مباشرة، قتل ما لا يقل عن 4 أشخاص وأصيب 600 شخص، وأُجلي أكثر من 2000 شخص إلى مراكز الإجلاء. وارتفع عدد القتلى في وقت لاحق إلى 27 وأصيب حوالي 637 ونزح 15 ألف شخص. ارتفع عدد القتلى مرة أخرى في وقت لاحق إلى 35 مع انتشال المزيد من الجثث من قبل أفراد البحث والإنقاذ. كان 26 على الأقل من ماموجو، بينما كان 9 آخرون من ماجيني.
في 18 يناير 2021، بلغ عدد الوفيات 81 شخصًا على الأقل بالإضافة إلى 250 آخرين إصاباتهم بليغة، فيما شُرد ما يزيد عن 19 ألف شخصا.

## الاستجابة
أعلن سلاح الجو الإندونيسي أنه سيرسل طائرة بوينج 737 إلى ماجيني للمساعدة في عمليات البحث والإنقاذ. في غضون ذلك، أرسلت البحرية الإندونيسية سفينتين إلى ماموجو، بما في ذلك سفينة طبية.  أعلن المجلس الوطني الإندونيسي لإدارة الكوارث (BNPB) أنه سيرسل 4 مروحيات إلى ماجيني. كما سيزور دوني موناردو رئيس البنك الوطني لمكافحة السرطان المنطقة المتضررة من الكارثة.
ذكرت وكالة الكوارث الإقليمية في سولاوسي الغربية أن جهود البحث والإنقاذ في ماموجو قد طغت بسبب نقص الموظفين، حيث أُرسل أفراد البحث والإنقاذ في البداية إلى Polewali Mandar Regency [الإنجليزية] القريبة من مكان فيضان مفاجئ ضرب المنطقة. استدعي موظفين إضافيين من باليكبابان وجاكرتا وماكاسار للمساعدة في عمليات البحث والإنقاذ. كما أعاق نقص المعدات الثقيلة جهود البحث والإنقاذ.
أمر الرئيس الإندونيسي جوكو ويدودو وزيرة الشؤون الاجتماعية تري ريسماهاريني بزيارة منطقة الكارثة للإشراف على توزيع المساعدات في المنطقة. وفي وقت لاحق أرسل تعازيه إلى أقارب الضحايا وأعرب عن أمله في التعافي السريع للناجين والمتضررين. وذكرت تري ريسماهاريني أنها ستجلب المساعدات والخدمات اللوجستية من ماكاسار، مع اعتماد توزيع السلع الأساسية على مراحل متعددة.
طمأنت وزارة النقل إلى أن مطارين في ماجيني ماموجو سيظلان يعملان، بما في ذلك مطار ماموجو تامبا بادانج، الذي تضرر في الزلزال.
حذرت وكالة الأرصاد الجوية وعلم المناخ والجيوفيزياء الإندونسيسة BMKG السكان من أنه يجب أن يكونوا على دراية بالهزات الارتدادية القوية المحتملة التي قد تتسبب في حدوث انهيار أرضي تحت سطح البحر، والذي قد يتسبب لاحقًا في حدوث تسونامي. في وقت لاحق نصحت BMKG سكان السواحل بالإخلاء الفوري إذا شعر السكان بهزة قوية، مشيرة إلى أنه في عام 1969 ضرب زلزال كبير مماثل المنطقة وتسبب في حدوث تسونامي هائل دون سابق إنذار. أظهر التحليل الذي أجرته وكالة BMKG أن الصدع قد لا يزال لديه طاقة كافية لإحداث زلزال مدمر آخر في الأيام القليلة المقبلة، لأنه قد يؤدي إلى حدوث أخطاء قريبة تقع حول صدع ماموجو. نصحت حكومة سولاوسي الغربية في وقت لاحق سكان الساحل بالإخلاء إلى مناطق أعلى بسبب تهديدات تسونامي.
وبحسب ما ورد أرسلت حكومة سولاوسي الجنوبية الدعم اللوجستي والأفراد للمساعدة في جهود البحث والإنقاذ في ماجيني وماموجو، ولكن بسبب الطرق المؤدية إلى ماجين وماموجو التي قطعت بسبب الزلزال، أُعيقت العمليات، مما اضطر إلى إرسال اللوجستيات لاحقًا عبر النقل البحري. وسيقوم محافظ سولاوسي الجنوبية، نور الدين عبد الله، بزيارة مدينة ماجيني لرصد الأضرار في المنطقة والمساعدة في عمليات البحث والإنقاذ.
ذكرت شركة الكهرباء الوطنية (PLN) أنه حتى ظهر يوم 15 يناير، أُصلح ما لا يقل عن 460 محطة طاقة من أصل 872 محطة. وأرسل المئات من أفراد PLN إلى منطقة الكارثة. ذكر PLN أن أفراد إضافيين سيستدعون من المدن المجاورة بما في ذلك باري باري وبالوبو وبالو وبينرانغ.